# Koorvereniging Bergen
Koorvereniging Bergen is een koor uit Bergen in de Nederlandse provincie Noord-Holland. Het is opgericht in 1919. De vereniging had als beschermvrouwe mevrouw M. van Reenen-Völter, echtgenote van de toenmalige burgemeester van Bergen. Het oratoriumkoor voert voornamelijk grote oratoriumwerken uit. Het koor staat sinds 1970 onder leiding van dirigent Pieter-Jan Olthof.

## Concertenlijst
- 2024 -  Stabat Mater van Verdi, Messe de Requiem van Saint-Saëns en de Messa di Gloria van Puccini
- 2023 - Requiem van Verdi
- 2023 - Johannes Passion van Bach
- 2022 - Elias van Mendelssohn